# Westbrook (Berkshire)
Westbrook – przysiółek w Anglii, w Berkshire, w dystrykcie (unitary authority) West Berkshire. Leży 6,8 km od miasta Newbury. W latach 1870–1872 osada liczyła 209 mieszkańców.